# Пунавалла, Наташа
Наташа Пунавалла (урождённая Аврора, родилась 26 ноября 1981 г.) — индийская бизнес-леди, председатель Фонда Виллу Пунавалла; исполнительный директор Индийского института сывороток, одной из крупнейших компаний-производителей вакцин в мире по количеству произведённых доз; директор Научного парка Пунавалла в Нидерландах; и директор Villoo Poonawalla Racing and Breeding Pvt Ltd. Энтузиаст моды.

## Биография
Родилась 26 ноября 1981 года в семье Прамеша Авроры и его жены Минни Авроры. У неё есть старший брат Амит. Выросла в Пуне, Индия. Получила базовое образование в школе Святой Марии в Пуне, а затем получила степень бакалавра в Университете Пуны Савитрибай Пхуле. В 2004 году получила степень магистра Лондонской школы экономики.

## Личная жизнь
Наташа вышла замуж за Адара Пунаваллу в 2006 году. Они познакомились на новогодней вечеринке в Гоа, организованной Виджаем Малльей. У них двое сыновей — Кир и Дарий.